# Requiem (album de Lino)
Pour les articles homonymes, voir Requiem (homonymie).
Albums de Lino
Radio Bitume
(2012)
Singles
1. 12e Lettre
Sortie : 9 avril 2014
2. VLB
Sortie : 27 août 2014
3. Wolfgang
Sortie : 24 octobre 2014
4. Suicide commercial
Sortie : 11 décembre 2014
5. De rêves & de cendres
Sortie : 24 janvier 2015
6. Fautes de français
Sortie : 8 avril 2015

Requiem est le deuxième album solo de Lino ou le troisième si l'on prend en compte le projet Radio Bitume, sorti le 12 janvier 2015, Il a été réalisé par Tefa et Nico Sirius. Il s'est écoulé à 12 000 exemplaires lors de sa première semaine d'exploitation, se plaçant second du Top Albums en France.

## Titres
| No  | Titre                                              | Producteur(s)             | Durée |
| --- | -------------------------------------------------- | ------------------------- | ----- |
| 1.  | Choc Funèbre (Introduction)                        | Hopsalaprod               | 4:05  |
| 2.  | 12e Lettre                                         | Imani Assumani            | 5:11  |
| 3.  | Le Flingue à Renaud                                | Cori, Hopsalaprod         | 4:53  |
| 4.  | VLB (feat. T-Killa)                                | Wealstarr                 | 4:21  |
| 5.  | Fautes de français (feat. Dokou)                   | Stan-E Music              | 4:39  |
| 6.  | Wolfgang                                           | Stan-E Music              | 4:47  |
| 7.  | 7 Milliards Sous le Ciel (feat. Zaho & Youssoupha) | Greg K                    | 3:35  |
| 8.  | Narco (feat. Niro & Sofiane)                       | Stan-E Music              | 5:39  |
| 9.  | Peuple qui danse (feat. Fally Ipupa)               | Wealstarr                 | 3:59  |
| 10. | Brûleur de Frontières (feat. Corneille)            | Good Will, MGI            | 4:31  |
| 11. | Allo Lino (Interlude par Ramzy Bedia)              |                           | 1:26  |
| 12. | Suicide commercial                                 | Hopsalaprod               | 5:30  |
| 13. | Au Jardin des Ombres                               | Cori & Léa Castel (Piano) | 4:48  |
| 14. | Le Rap n'est Plus (Interlude II par Jhon Rachid)   | Nico Sirius               | 1:14  |
| 15. | Ne m'appelle plus rappeur (feat. Calbo & T-Killa)  | Wealstarr                 | 6:13  |
| 16. | De rêves & de cendres (feat. Manon de Mutine)      | Medeline                  | 5:37  |
| 17. | Requiem (OutroTombe)                               | Stan-E Music              | 8:04  |

| 18. | 1200 Bandits |  | 2:55 |

## Classements
| Charts                       | Meilleure position |
| ---------------------------- | ------------------ |
| France (SNEP)                | 2                  |
| Belgique (Wallonie Ultratop) | 27                 |
| Suisse (Schweizer Hitparade) | 30                 |